# Tall Girl
Tall Girl è un film del 2019 diretto da Nzingha Stewart.
Nel 2022 è uscito il sequel, Tall Girl 2.

## Trama
La liceale Jodi, alta 186 cm, ha sempre vissuto la sua vita sentendosi a disagio, stando sempre a contatto con ragazzi che la rifiutano poiché più bassi di lei e subendo continuamente prese in giro a causa della sua altezza, riuscendo ad andare avanti grazie alla sua bizzarra migliore amica, Fareeda, e ad un amico di lunga data, Jack, da sempre innamorato di lei, ma di statura nettamente inferiore alla sua. L’arrivo di un ragazzo straniero, di bell'aspetto e alto quanto lei, le stravolgerà la vita. Sebbene il ragazzo, Stig, sembri dimostrare dell’interesse nei confronti di Jodi, egli si farà trascinare e coinvolgere dalla popolarità e dalla ragazza più ammirata della scuola, Kimmy, giungendo addirittura a mentire e a negare qualsiasi rapporto con la ragazza, sostenendo di averla solo presa in giro. Alla fine, Jodi comprenderà il valore delle persone che le sono sempre state accanto, trovando anche in Jack il ragazzo giusto per lei, e capirà di non doversi sentire né inferiore né diversa, accettandosi così com'è.

## Promozione
Il trailer è stato pubblicato il 29 agosto 2019.

## Distribuzione
Il film è stato distribuito sulla piattaforma di streaming online Netflix il 13 settembre 2019.